# Peoria (Illinois)
Peoria es una ciudad ubicada en el condado de Peoria en el estado estadounidense de Illinois. En el Censo de 2010 tenía una población de 115 007 habitantes y una densidad poblacional de 884,08 personas por km². Se encuentra sobre la orilla derecha del río Illinois. 

## Geografía
Peoria se encuentra ubicada en las coordenadas 40°45′8″N 89°37′2″O / 40.75222, -89.61722. Según la Oficina del Censo de los Estados Unidos, Peoria tiene una superficie total de 130.09 km², de la cual 124.34 km² corresponden a tierra firme y (4.42%) 5.75 km² es agua.

## Demografía
Según el censo de 2010, había 115007 personas residiendo en Peoria. La densidad de población era de 884,08 hab./km². De los 115007 habitantes, Peoria estaba compuesto por el 62.38% blancos, el 26.95% eran afroamericanos, el 0.31% eran amerindios, el 4.56% eran asiáticos, el 0.03% eran isleños del Pacífico, el 2.2% eran de otras razas y el 3.58% pertenecían a dos o más razas. Del total de la población el 4.89% eran hispanos o latinos de cualquier raza.

## Historia
Peoria es uno de los asentamientos más antiguos de Illinois con origen en los exploradores que primero se aventuraron a subir el río Illinois desde el Misisipi. El terreno que posteriormente se convertiría en Peoria fue ocupado por primera vez en 1680, cuando los exploradores franceses René Robert Cavelier de La Salle y Henri de Tonti construyeron Fort Crevecoeur. Este fuerte ardería más tarde y en 1813 se emplazaría allí Fort Clark. Cuando en 1813 se organizó el Condado de Peoria, Fort Clark tomo oficialmente el nombre de Peoria.

## Hijos ilustres
- Kathryn McGuire, actriz.
- Richard Pryor, actor, humorista.
- Shaun Livingston, exbaloncestista profesional.